# Miconia multiplinervia
Miconia multiplinervia är en tvåhjärtbladig växtart som beskrevs av Célestin Alfred Cogniaux. Miconia multiplinervia ingår i släktet Miconia och familjen Melastomataceae.
Artens utbredningsområde är Colombia. Inga underarter finns listade i Catalogue of Life.